# 230-ті
У Римській імперії завершилося правління династії Северів, розпочалася криза третього століття. У Китаї — Період трьох держав, в Індії — Кушанська імперія, у Персії — імперія Сассанідів.
На території лісостепової України Черняхівська культура. У Північному Причорномор'ї готи й сармати.

## Події
- У 235 імператор Римської імперії Александр Север убитий під час повстання, що знаменує початок кризи третього століття.